# Josef Silberbauer
Josef (Joseph) Silberbauer (3. března 1734 Dyjákovice – 13. října 1807 Znojmo) byl moravský varhanář působící převážně ve Znojmě, na Znojemsku a v Dolním Rakousku.

## Život
Narodil se v Dyjákovicích Antonínu a Apolonii Silberbauerovým a zde by 3. 3. 1734 pokřtěn. Pravděpodobně se vyučil u znojemského varhanáře Ignáce Floriána Casparida a ještě za jeho života byl 8. ledna 1768 přijat ve Znojmě za měšťana. Oženil se 18. 7. 1780 ve Znojmě s Alžbětou (Elisabetha) Edererovou. 16. 5. 1781 bylo pokřtěno jejich jediné dítě Jan Nepomucký František (Joannes Nepomucenus Franciscus), který později vstoupil do církevního řádu. Bydleli ve Znojmě v čísle popisném 436. Pravděpodobně v roce 1782 koupil varhanář Silberbauer dům číslo 468, ve kterém bydlel a zároveň si zde vybudoval i dílnu. Zde vyučil jako varhanáře Ignáce (Ignaz) Reinolda, který tuto dílnu po smrti svého mistra převzal. Po Reinoldově smrti ji vlastnil i jeho žák Benedikt (Benedict) Latzl. V tomto domě zemřela i Silberbauerova žena, která byla pohřbena 7. 4. 1828. Dílnu již tehdy vedl a v tomto domě také bydlel Ignác Reinold. Dům pravděpodobně vlastnil až po její smrti. O smrti Josefa Silberbauera se dlouho nedařilo nic zjistit. Vědělo se jen, že oslepl při stavbě varhan v rakouském Stoitzendorfu v roce 1805, kde rozestavěné varhany dokončil Ignác Reinold. Ve znojemských matrikách se také nevyskytovalo datum jeho úmrtí. Později se v jiných pramenech zjistilo, že zemřel ve Znojmě 13. 10. 1807.

## Dílo
Josef Silberbauer stavěl varhany hlavně na Znojemsku a v Dolním Rakousku a jeho práce jsou rakouskými varhanáři vysoko hodnoceny. Vynikající jsou i jeho nástroje dochované na našem území. Navazoval úzce na práce Ignáce Floriána Casparida, takže se jeho práce dají někdy od Casparidových nástrojů obtížně rozeznat. Např. varhany v Kdousově mají být podle štítku ve ventilové komoře positivu Casparidovým dílem z roku 1757, ale rokoková výzdoba skříně odpovídá spíše pozdější době. Zdá se, že pro Josefa Silberbauera bylo ve výzdobě dvoumanuálových nástrojů typické ozdobné přemostění mezi krajními věžemi positivu s dívčí hlavičkou a zkříženým mečíkem.